# James Dreyfus
Pour les articles homonymes, voir Dreyfus.
James Dreyfus est un acteur britannique né le 9 octobre 1968 dans le quartier londonien d'Islington en Grande-Bretagne

## Filmographie
- 1994 : Paris (série télévisée) : Beluniare
- 1995 : Thin Ice : Greg
- 1995 : Richard III : 1st Subaltern
- 1995 : Mr. Fowler, brigadier chef (série télévisée) : Kevin Goody
- 1996 : Frontiers (TV) : Anthony Palmer
- 1996 : Boyfriends : Paul
- 1999 : Coup de foudre à Notting Hill (Notting Hill) : Martin
- 1999 : Gimme Gimme Gimme (TV - Saison 1): Tom
- 1999 : The Nearly Complete and Utter History of Everything (TV) : Swedish Ambassador
- 2000 : Gimme Gimme Gimme (TV - Saison 2): Tom
- 2000 : Gormenghast (feuilleton TV) : Professor Fluke
- 2000 : Being Considered : Jake Spoonbender
- 2001 : Gimme Gimme Gimme (TV - Saison 3): Tom
- 2001 : Comic Relief: Say Pants to Poverty (TV) : Tom Farrell
- 2004 : Cody Banks, agent secret 2 : Destination Londres (Agent Cody Banks 2: Destination London) : Gordon
- 2004 : Fat Slags : Fidor
- 2004 : Churchill: The Hollywood Years : Mr. Teasy-Weasy
- 2005 : Willo the Wisp (série télévisée) : Various Characters (voix)
- 2005 : Appelez-moi Kubrick (Colour Me Kubrick: A True... ish Story) : Melvyn
- 2011 : The Sarah Jane Adventures (série télévisée) - The Man Who Never Was
- 2011 : Inspecteur Barnaby (série télévisée) - Un oiseau rare
- 2019 : Quand Harry épouse Meghan : mariage royal (Harry & Meghan : Becoming Royal) (TV) : Sir Leonard Briggs
- 2024 : House of the Dragon (TV) : Lord Gormon Massey